# Conwayhügel
Conwayhügel är en kulle i Antarktis. Den ligger i Östantarktis. Nya Zeeland gör anspråk på området. Toppen på Conwayhügel är 1 454 meter över havet, eller 60 meter över den omgivande terrängen. Bredden vid basen är 0,81 km.
Terrängen runt Conwayhügel är kuperad åt nordväst, men åt sydost är den platt. Trakten är obefolkad. Det finns inga samhällen i närheten.